# National Tire and Battery
National Tire and Battery (NTB) es una marca americana de talleres de coche. Perteneció al grupo Sears  hasta 2003, cuando se escindió y pasó a formar parte de TBC. 

## Historia
Sears creó la marca en 1997 mediante la consolidación de las marcas Tire America (TA) y National Tire Warehouse (NTW), añadiendo el "B" para incluir su marca DieHard de baterías. Sears vendió la marca, que consistía principalmente en talleres mecánicos diferenciados de sus grandes almacenes en 2003 a TBC Corporation. Un portavoz de Sears dijo: "Debido a la separación de la marca y la falta de proximidad a nuestras operaciones de venta al por menor, no pudimos impulsar el crecimiento como TBC podría". Se informó que la cadena de 226 tiendas obtuvo $ 425 millones en ingresos y $ 60 millones en beneficios en el 2002.
La Corporación TBC incluye Tire Kingdom, Merchant´s Tire y los centros para automóviles Big O Tire. Todos ellos gestionan más de 1,200 establecimientos en 41 estados, como Washington D. C., Alberta & y la British Columbia, Canadá.

## Servicios
NTB está especializada en los distintos fluidos de auto (cambio de aceite, líquido de frenos, refrigerante, líquido de transmisión), electricidad y baterías, limpiaparabrisas, servicios de frenos, servicios de dirección y suspensión e inspecciones de vehículos.

## Controversia
En 2015, la National Tyre and Battery (NTB) se vio obligada a pagar a un exempleado 22.500 dólares por motivos de discriminación racial y acoso religioso, lo que tramitó la Comisión de Igualdad de Oportunidades de Empleo (EEOC, por sus siglas en inglés).

## Enlaces Relacionados
- Big O Tires
- Midas
- Tire Kingdom
- Merchant's Tire and Auto